# Sifaca coronat

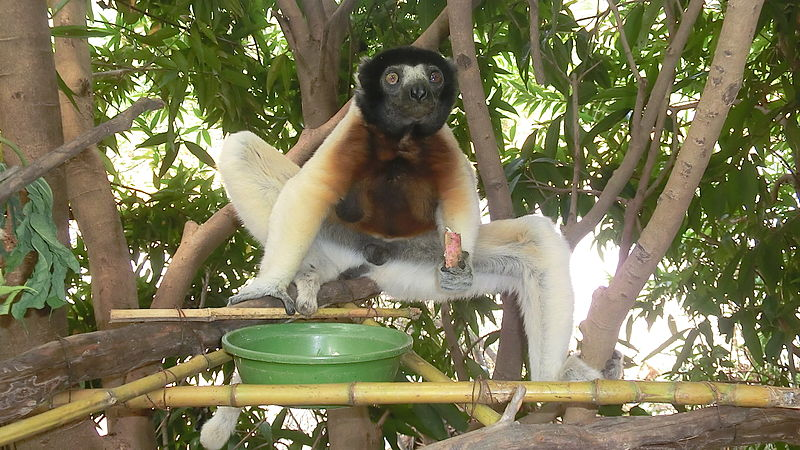
Propithecus coronatus (Madagascar)

El sifaca coronat (Propithecus coronatus) és un sifaca. Com tots els lèmurs, és endèmic de Madagascar. Mesura entre 87 i 102 centímetres de llargada, dels quals 47-57 cm pertanyen a la cua. Viu en boscos caducifolis secs de l'oest de Madagascar.
Té el pelatge majoritàriament de color blanc cremós, amb el cap, el coll i la gola de color marró fosc. Viu en grups d'entre dos i vuit individus.